# Nyquist (llenguatge de programació)
Nyquist és un llenguatge de programació destinat a l'anàlisi i la síntesi del so, basat en el llenguatge Lisp. És una extensió de la família XLISP de Lisp. Prové del llenguatge Fuge, que va ser creat per Chris Fraley. Un dels desenvolupadors posteriors de Fuge, Roger Dannenberg, va implementar Nyquist com una extensió sonora. Té la característica d'incloure el control del temps en la semàntica del mateix llenguatge. El 2009, funcionava amb les plataformes Linux, Apple Mac OS X i Microsoft Windows.

## Nyquist a Audacity
Audacity és un editor de sons tan lleuger com potent. Entre les seves opcions hi ha, precisament, la possibilitat de programar en una versió especial del llenguatge Nyquist. Per fer-ho, cal anar al menú efecte, després de crear una pista d'àudio i seleccionar una porció de temps. Allà cal seleccionar "Comando Nyquist... ", el qual permet programar amb Nyquist dins de l'entorn d'Audacity.
Una altra característica molt interessant de la relació Nyquist-Audacity és la possibilitat de desenvolupar plugins amb interfície visual, de manera ràpida i senzilla.